# Burgenland Ersatzstraße
Die Burgenland Ersatzstraße (B 331) ist eine ehemalige Bundesstraße im Burgenland. Sie wurde durch die Burgenland Schnellstraße (S 31) bzw. teilweise die Burgenland Straße (B 50) ersetzt und 1988 aufgelassen.